# Saignée (The Walking Dead)
 (septembre 2022).
La mise en forme du texte ne suit pas les recommandations de Wikipédia : il faut le « wikifier ».
Les points d'amélioration suivants sont les cas les plus fréquents :
- Les titres sont pré-formatés par le logiciel. Ils ne sont ni en capitales, ni en gras.
- Le texte ne doit pas être écrit en capitales (les noms de famille non plus), ni en gras, ni en italique, ni en « petit »…
- Le gras n'est utilisé que pour surligner le titre de l'article dans l'introduction, une seule fois.
- L'italique est rarement utilisé : mots en langue étrangère, titres d'œuvres, noms de bateaux, etc.
- Les citations ne sont pas en italique mais en corps de texte normal. Elles sont entourées par des guillemets français : « et ».
- Les listes à puces sont à éviter, des paragraphes rédigés étant largement préférés. Les tableaux sont à réserver à la présentation de données structurées (résultats, etc.).
- Les appels de note de bas de page (petits chiffres en exposant, introduits par l'outil «  Source ») sont à placer entre la fin de phrase et le point final[comme ça].
- Les liens internes (vers d'autres articles de Wikipédia) sont à choisir avec parcimonie. Créez des liens vers des articles approfondissant le sujet. Les termes génériques sans rapport avec le sujet sont à éviter, ainsi que les répétitions de liens vers un même terme.
- Les liens externes sont à placer uniquement dans une section « Liens externes », à la fin de l'article. Ces liens sont à choisir avec parcimonie suivant les règles définies. Si un lien sert de source à l'article, son insertion dans le texte est à faire par les notes de bas de page.
- La présentation des références doit suivre les conventions bibliographiques. Il est recommandé d'utiliser les modèles {{Ouvrage}}, {{Chapitre}}, {{Article}}, {{Lien web}} et/ou {{Bibliographie}}. Le mode d'édition visuel peut mettre en forme automatiquement les références.
- Insérer une infobox (cadre d'informations à droite) n'est pas obligatoire pour parachever la mise en page.

Pour une aide détaillée, merci de consulter Aide:Wikification.
Si vous pensez que ces points ont été résolus, vous pouvez retirer ce bandeau et améliorer la mise en forme d'un autre article.
Pour les articles homonymes, voir Saignée.
Saignée est le deuxième épisode de la Saison 2 de la série télévisée The Walking Dead, classifiée dans le genre des séries télévisées d'horreur post-apocalyptique. L'épisode a d'abord été diffusée sur AMC aux États-Unis le 23 octobre 2011, et a été écrit par Glen Mazzara et réalisé par Ernest R. Dickerson. Cet épisode marque les premières apparitions de Scott Wilson, Lauren Cohan et Emily Kinney qui interprètent Hershel Greene, Maggie Greene et Beth Greene.

## Intrigue
Dans un flashback, Lori Grimes parle avec d'autres mères d'une dispute qu'elle a eue avec son mari, Rick. Le partenaire de Rick, Shane Walsh, s'arrête dans une voiture de police et dit à Lori que Rick a été grièvement blessé lors d'une fusillade sur l'autoroute. Lori lui annonce alors la nouvelle, ainsi qu'au fils de Rick, Carl , le faisant fondre en larmes.
Dans le présent, Carl a été accidentellement abattu par un homme nommé Otis (Pruitt Taylor Vince), qui chassait le cerf. Otis amène Rick, Carl et Shane chez un vétérinaire nommé Hershel Greene (Scott Wilson), pour qui Otis travaille comme ouvrier agricole. Hershel vit avec ses filles Maggie (Lauren Cohan) et Beth (Emily Kinney), le petit ami de Beth, Jimmy (James Allen McCune), et la femme d'Otis, Patricia (Jane McNeill). Il soigne Carl, mais il révèle que la balle a été brisée en six fragments. Rick doit donner du sang à Carl pour le maintenir en vie.
Lori, Glenn, Carol, Daryl et Andrea sont toujours à la recherche de la fille de Carol, Sophia , lorsqu'ils entendent un coup de feu. Pendant ce temps, sur l'autoroute, Dale pense que T-Dog a contracté une infection du sang à cause de la blessure qu'il a reçue dans l' épisode précédent , provoquant leur recherche infructueuse d'antibiotiques.
À la ferme Greene, Hershel révèle que Carl a besoin d'une intervention chirurgicale majeure pour vivre et qu'il aura besoin d'un respirateur. Otis suggère qu'ils pourraient trouver des fournitures dans un lycée voisin - où l' Agence fédérale de gestion des urgences a installé une remorque - bien que l'endroit soit probablement envahi par les marcheurs. Otis et Shane décident de s'approvisionner, tandis que Maggie récupère Lori du groupe et l'amène à la maison des Greene. Rick et Hershel discutent de l'épidémie de marcheurs; Rick croit qu'il n'y a pas de remède, tandis que Hershel croit qu'il pourrait y en avoir un.
Le groupe à la recherche de Sophia retourne sur l'autoroute, où Daryl révèle qu'il a un sac contenant des analgésiques et des antibiotiques à base de doxycycline que T-Dog peut prendre. Shane et Otis récupèrent les fournitures, mais sont repérés par des promeneurs. Les deux n'ont d'autre choix que de se barricader dans le lycée.

## Production
Bloodletting a été écrit par Glen Mazzara et réalisé par Ernest R. Dickerson. En juin 2011, il a été annoncé que Scott Wilson, Lauren Cohan et Pruitt Taylor Vince apparaîtraient dans la deuxième saison en tant que personnages récurrents. Dans une interview avec TV Guide , Gale Anne Hurd a expliqué que le personnage de Wilson, Hershel Greene, a servi de figure patriarcale pour le groupe. Elle a poursuivi: C'est un vétérinaire avec un grand sens de l'humanité et une vision très unique des rôdeurs. Selon Hurd, Scott Wilson a été choisi en raison de sa portée et gravité énormes. Hurd a également déclaré que le personnage de Cohan, la fille de Greene Maggie, était une femme dans la vingtaine qui devient finalement un intérêt romantique pour Glenn (Steven Yeun). De plus, Cohan a ajouté dans une interview avec le Philadelphia Daily News que Maggie était une chrétienne issue d'un milieu protégé. En préparation de son rôle, elle a passé quelques mois à Los Angeles, en Californie, pour travailler avec un coach en dialecte. Émilie Kinneya également rejoint le casting en tant que fille cadette de Hershel et demi-sœur de Maggie, Beth.
La photographie principale a commencé à Newnan, en Géorgie, à la Newnan High School en juillet 2011, après l'approbation du conseil municipal et du système scolaire du comté de Coweta . La préparation du site a commencé le 1er juillet et le tournage a commencé au gymnase de l'école sur une période de quatre jours du 7 au 8 juillet et à nouveau du 11 au 12 juillet. L'emplacement a été temporairement rénové pour refléter un camp abandonné de l'Agence fédérale de gestion des urgences. Michael Riley, le directeur de production de l'épisode, a contacté le département de police de Newnan pour collaborer avec les producteurs. En raison de la grande taille du lieu de tournage, la société de production de Riley a averti les quartiers environnants, pour éviter les désagréments. 
Bloodletting commence par un flashback de la relation de Rick Grimes avec Lori, avant qu'elle ne devienne amoureuse de Shane. Dans une interview avec Entertainment Weekly , Robert Kirkman a affirmé que cela parle à Shane et à sa relation avec Lori et Rick dans les premiers jours. Il a poursuivi :
Beaucoup de gens pensent que Shane est clairement un méchant et qu'il a fait une mauvaise chose. Mais si vous analysez vraiment cette situation, c'est un bon gars et il a fait la bonne chose à chaque tournant. Parce qu'il a fait ça, et ce n'est pas travailler pour lui, ça le rend fou. Nous voulions donc vraiment montrer qu'il est un personnage tragique bien plus qu'un personnage méchant. C'est juste une série de situations malheureuses qui l'ont conduit à se perdre lentement dans ce monde. temps et montrant son inquiétude pour Rick et comment il se soucie de Lori et Carl, j'ai pensé que ce serait une bonne chose à faire. 
Au cours d'une scène sur la route, Daryl révèle un sac en plastique contenant la réserve de drogue de Merle qu'il gardait à l'origine cachée de l'équipage, ne le sortant que pour aider la fièvre croissante de T-Dog. Dans le sac se trouvent de la doxycycline (parce que, explique Daryl, Merle attrape parfois le clap), des analgésiques, de l' ecstasy et de la méthamphétamine . La méthamphétamine est bleue, ce qui laisse supposer qu'il s'agissait d'une référence à la célèbre méthamphétamine bleue préparée par Walter White dans la série télévisée Breaking Bad. Dans son interview dans l'after-show Talking Dead, Kirkman a déclaré que la scène était un petit œuf de Pâques que nous faisions pour les fans d'AMC.

## Accueil

### Audiences
Bloodletting a été diffusé pour la première fois le 23 octobre 2011 aux États-Unis sur AMC. L'épisode a reçu 6,70 millions de téléspectateurs et a atteint une note de 3,6 dans la tranche démographique 18-49, selon les l'échelle de Nielsen. Une présentation de rappel a gagné 2,077 millions de téléspectateurs supplémentaires et a obtenu une note de 1,0 dans la tranche démographique 18-49. En plus de devenir le programme le mieux noté sur le câble de base pour la nuit, Bloodletting est devenu le deuxième programme le mieux noté de la semaine sur le câble de base, obtenant un score plus élevé que la finale de la saison de Jersey Shore , mais recueillant moins d'un match entre les Dolphins de Miami et les Jets de New York dans le cadre de la saison 2011 de la NFL. Le nombre total de téléspectateurs et les cotes d'écoute de l'épisode étaient légèrement en baisse par rapport à l'épisode précédent, What Lies Ahead, qui a été regardé par 7,26 millions de téléspectateurs et a atteint une cote de 3,8 dans la tranche démographique 18-49, selon les l'échelle de Nielsen.

### Accueil critique
L'épisode a été bien accueilli par les critiques de télévision. L'écrivain d'Ology Josh Harrison a attribué à l'épisode une note de neuf sur dix et a estimé que l'épisode était un épisode de home run pour la série. Harrison a poursuivi: Son conflit central est intense, son action est solide et ses nouveaux arrivants sont des personnages attachants à part entière. Léger sur le gore et lourd sur le drame - exactement comme j'aime mes aventures de zombies du dimanche soir. Scott Meslow de The Atlantic a donné à l'épisode une critique positive, le considérant comme une amélioration par rapport à l'épisode précédent, et a apprécié que l'épisode ait ouvert de nouveaux points d'intrigue pour les futurs épisodes à venir. Meslow a écrit : Au strict minimum, The Walking Dead devrait être excitant, et les derniers instants de Bloodletting fournissent plus qu'assez d'action, déclarant: Cela a peut-être été un épisode plus calme, mais il ne manquait pas d'histoire à mâcher. Joe Oesterle de Mania.com a salué la séquence d'ouverture de l'épisode et a salué les performances de Lincoln et Bernthal. Oesterle a écrit: Andrew Lincoln et Jon Bernthal [...] ont joué un bon rôle, et j'ai trouvé intéressant de voir comment le personnage de Rick a commencé à avoir l'air et à marcher un peu zombi après avoir donné du sang. Les scènes entre les deux hommes étaient émouvantes , et si vous avez écouté attentivement, vous pourriez déchiffrer les principales différences entre ces deux flics cow-boys. Rick est lié et déterminé à revenir vers sa femme et à lui faire savoir que leur fils est en danger de mort, sans jamais douter de sa propre capacité à mener à bien la mission, tandis que Shane, d'un autre côté, n'est pas aussi automatiquement altruiste et héroïque. En conclusion, Oesterle a attribué à Bloodletting une note B. Eric Goldman d'IGN a donné à l'épisode une note de 8,5 sur dix, signalant une excellente réponse. Goldman a déclaré que c'était une amélioration par rapport au dernier épisode, et qu'il y avait un grand moment de peur et un cliffhanger. De même, Josh Jackson de Paste a attribué à l'épisode une note de 8,3 sur dix, ce qui signifie une note « louable ». Steve West de Cinema Blend a déclaré que Bloodletting était supérieur à l'épisode précédent, estimant que c'était un épisode de renforcement du caractère. Il a poursuivi: Même ces fils jetables sont extrêmement importants pour ce qui est sur le point de se passer à la ferme verte.